# Salpichlaena hookeriana
Salpichlaena hookeriana là một loài thực vật có mạch trong họ Blechnaceae. Loài này được (Kuntze) Alston miêu tả khoa học đầu tiên năm 1932.